# Michael Birnbaum
Michael Birnbaum (* 24. August 1955 in München) ist ein deutscher Journalist, Buchautor, Historiker und Dozent. Er war Pressesprecher und Geschäftsführer mehrerer deutscher Unternehmen in der Medien- und Finanzbranche. Inzwischen ist er als Buchautor und Berater für Kommunikation und Strategie tätig.

## Leben
Michael Birnbaum wurde 1955 als jüngster Sohn von Immanuel Birnbaum und Lydia Alicja Birnbaum (geb. Orszanowska) in München geboren. Nach Schulbesuch im Benediktinergymnasium Ettal absolvierte er sein Abitur am humanistischen Wilhelmsgymnasium in München. Birnbaum studierte Geschichte, Politik und Volkswirtschaft in München. Mit einem Fulbright-Stipendium ging er an die Johns Hopkins University nach Baltimore (Maryland) in die USA und studierte als graduate student unter anderem bei den Historikern Vernon Lidtke und Mack Walker Geschichte. Zurück in München promovierte Birnbaum 1982 bei Thomas Nipperdey. Er lehrte an der Münchener Ludwig-Maximilians-Universität Geschichte und Kommunikationswissenschaften, später auch an der Deutschen Journalistenschule (DJS) und der Bayerischen Akademie der Presse in München praktischen Journalismus. Birnbaum hatte zudem mehrere Forschungsassistenzen inne, unter anderem über Roland Freisler, den Vorsitzenden des Volksgerichtshofes. Während seines Hochschulstudiums war er Stipendiat der  Friedrich-Ebert-Stiftung.

### Jahre im Journalismus
Nach Abschluss der Deutschen Journalistenschule in München (DJS) praktizierte Birnbaum bei der Frankfurter Allgemeinen Zeitung (FAZ) und dem Bayerischen Rundfunk (BR) beim Zeitfunk, bevor er bei der Nachrichtenagentur Reuters 1983 als Redakteur und Junior-Korrespondent in Bonn eingestellt wurde. Dieter Schröder holte Birnbaum 1986 schließlich zur Süddeutschen Zeitung. Dort verbrachte er die ersten Jahre in der Nachrichtenredaktion in München und wurde immer wieder für Sonderrecherchen nach Skandinavien, in den Maghreb und nach Bulgarien und Rumänien entsandt.
1989 übernahm Birnbaum die politische Korrespondentenstelle in Düsseldorf für Nordrhein-Westfalen. Birnbaum war beim Mauerfall am 9. November 1989 in Berlin. In den Folgejahren berichtete er häufiger aus den entstehenden neuen Bundesländern. 1992/93 entsandte die Süddeutsche Zeitung Birnbaum als Afrika-Korrespondent nach Nairobi als Nachfolger von Stefan Klein. Von dort berichtete Birnbaum unter anderem über die Hungerkatastrophe und den Bürgerkrieg in Somalia, den Völkermord in Ruanda (1994) sowie den Krieg um den Kongo und den Sturz von Zaires Diktator Mobutu Sese Seko. 1999 kehrte Birnbaum als Kommentator in die Münchener Redaktion der SZ-Außenpolitik zurück und fokussierte sich stark auf Israel und den Nahen Osten.

### Wechsel in die Wirtschaft
Bereits ein Jahr später verließ Birnbaum die Süddeutsche Zeitung und ging als Senior Vice President zu dem international tätigen Medienunternehmen EM.TV & Merchandising AG. Dort war er für die Pressearbeit und Unternehmenskommunikation weltweit zuständig und leitete die Unternehmenskommunikation. Als Leo Kirch von EM.TV die Rechte zur Formel 1 kaufte und dessen Übernahme von EM.TV drohte, berief sich Birnbaum auf seinen Vertrag und verließ das Unternehmen.
Als selbständiger Unternehmensberater assistierte Birnbaum in der Folgezeit mehreren mittelständischen Betrieben bei ihrem Weg an die Börse oder den geregelten Markt, auch in Frankreich. Einer seiner Kunden war die neu gegründete Falke Bank in Düsseldorf. Diese bat Birnbaum 2002 im Zuge des Erwerbs der Westfalenbank in Bochum als fest angestelltem Direktor, sein Strategie- und Kommunikationskonzept umzusetzen. Zuletzt bekleidete Birnbaum neben der Funktion des Presse- und Kommunikationschefs beider Banken auch die Stelle des Leiters des Vorstandsstabes in beiden Banken.
2004 wechselte Birnbaum von Düsseldorf nach München zur KanAm Gruppe. Bei dieser auf Immobilieninvestitionen für private und institutionelle Investoren fokussierten Unternehmensgruppe bekleidete er verschiedene Geschäftsführer- und leitende Positionen bei unterschiedlichen Gesellschaften, wobei sein Schwerpunkt zumeist in der Kommunikation, Presse- und Verbandsarbeit für die Gesamtgruppe, für einzelne Großprojekte sowie die KanAm-Gesellschaften der Offenen und Geschlossenen KanAm-Fonds in München, Frankfurt und Atlanta, Georgia lag. Im Bereich der vor allem in den USA investierten geschlossenen Immobilienfonds war Birnbaum auch für Vertrieb, Investorenbetreuung, Berichterstattung und Personal als Geschäftsführer verantwortlich. Seine Aufgaben im Bereich der Offenen Immobilienfonds in Frankfurt gab Birnbaum Ende 2021 ab und schied er nach mehr als 18 Jahren Ende 2022 auch bei den geschlossenen Immobilienfonds der KanAm in München aus.
Seitdem widmet er sich wieder verstärkt dem Schreiben und berät gelegentlich Unternehmer oder Unternehmungen in Fragen der Kommunikation und Strategie.
Birnbaum ist verheiratet und hat mit seiner Frau drei Töchter.

## Buchveröffentlichungen
- Mr. E kehrt wieder zurück - Ein Afrika-Roman über Macht, Asyl und den Kampf ums Überleben, epubli (Selbstverlag), Berlin 2025, ISBN 978-3-819784-41-5
- Die Spuren des Schwarzen Goldes – Ein Roman über Geldwäsche mit Kaffee aus Afrika, epubli (Selbstverlag), Berlin 2025, ISBN 978-3-819033-78-0
- ADUR – Ein Sklavenroman aus dem Sudan, epubli (Selbstverlag), Berlin 2024, ISBN 978-3-759864-23-9
- Mulele – Ein Roman aus dem Herzen Afrikas, epubli (Selbstverlag), Berlin 2024, ISBN 978-3-7584-5442-4
- Die schwarze Sonne Afrikas. Piper, München 2000, ISBN 978-3-492-04150-8
- Krisenherd Somalia. Das Land des Terrors und der Anarchie. Heyne, München 2001, ISBN 3-453-86109-4
- Das Münchener Handwerk im 19. Jahrhundert (1799–1868). Beiträge zu Politik, Struktur und Organisation des städtischen Handwerks im beginnenden Industriezeitalter. Handwerkskammer für Oberbayern, München 1984.